# 58499 Штюбер
58499 Штюбер (58499 Stüber) — астероїд головного поясу, відкритий 3 листопада 1996 року.
Тіссеранів параметр щодо Юпітера — 3,393.